# Robert Halperin
Robert Sherman „Buck“ Halperin (* 26. Januar 1908 in Chicago; † 8. Mai 1985 in Palm Springs) war ein US-amerikanischer Segler, Marineoffizier, American-Football-Spieler und Unternehmer.

## Werdegang
Halperin, dessen Vater in den 1890er Jahren aus Kiew in die USA eingewandert war, spielte College Football an der University of Notre Dame unter Knute Rockne und der University of Wisconsin. An letzterer machte er 1932 seinen Abschluss. Bei den Brooklyn Dodgers unter Trainer Benny Friedman war er im Anschluss als professioneller Footballspieler der NFL auf der Position des Quarterbacks aktiv, ehe er als Trainer bei der St. Patrick High School in seiner Geburtsstadt Chicago arbeitete.
Zu Beginn des Zweiten Weltkriegs schrieb er sich bei der US Navy ein, bei der er bis Kriegsende den Rang eines Lieutenant Commanders erreichte. Für seine Verdienste in Nordafrika erhielt er das Navy Cross. Außerdem kämpfte er bei der Operation Husky in Sizilien, im Italienfeldzug, bei der Landung in der Normandie und auch im Pazifikkrieg. Ab 1945 trainierte er in China als Mitglied einer kleinen Kommandogruppe rund 3500 chinesische Guerillakämpfer, wofür er von der damaligen chinesischen Regierung mit dem Cloud-and-Banner-Ordern ausgezeichnet wurden. Im Kriegsverlauf erhielt er darüber hinaus zweimal die Bronze Star Medal und einen Silver Star.
Robert Halperin, der Mitglied im Chicago Yacht Club war, nahm im Starboot bei den Olympischen Spielen 1960 in Rom teil. Gemeinsam mit William Parks beendete er die Regatta hinter Timir Pinegin und Fjodor Schutkow aus der Sowjetunion sowie den Portugiesen José Manuel Quina und Mário Quina auf dem dritten Platz, womit sie die Bronzemedaille erhielten. Er nahm zudem an zahlreichen Weltmeisterschaften teil, ohne sich dabei unter den besten drei Teams zu platzierten. Bei den Panamerikanischen Spielen 1963 in São Paulo sicherte sich Halperin im Starboot mit Richard Stearns die Goldmedaille. Mit Stearns, Gary Comer und zwei Mitarbeitern von Stearns gründete er im selben Jahr das Unternehmen Lands’ End als Versandhandel.
Halperins Vater Aaron Halperin gründete 1915 die Commercial Light Company, die Elektroinstallationen und Elektroingenieursdienstleistungen anbietet. Robert Halperin war zunächst in deren Geschäftsführung tätig und wurde schließlich 1959 deren Präsident sowie in den 1960er-Jahren Aufsichtsratsvorsitzender. Er war verheiratet und hatte mit seiner Frau drei Söhne. Zum Zeitpunkt seines Todes hatte er außerdem vier Enkel und lebte in Palm Springs in Kalifornien. Zudem hatte Halperin selbst drei Brüder und eine Schwester.